# Frederick Lois Riefkohl
Frederick Lois Riefkohl (27 février 1889 - septembre 1969), originaire de Maunabo, Porto Rico, est un contre-amiral de la marine des États-Unis. Il est premier portoricain à être diplômé de l'Académie navale des États-Unis et à recevoir la Navy Cross.
Il fut récipiendaire de la Navy Cross pendant la Première Guerre mondiale et capitaine de l'USS Vincennes pendant la Seconde Guerre mondiale.